# تپه تپراق اوچان
تپه تپراق اوچان مربوط به هزاره اول قبل از میلاد است و در شهرستان نمین، بخش عنبران، روستای میناباد واقع شده و این اثر در تاریخ ۲۴ خرداد ۱۳۸۲ با شمارهٔ ثبت ۹۱۵۹ به‌عنوان یکی از آثار ملی ایران به ثبت رسیده است.